# Pridi, dala ti bom cvet
Chansons représentant la Yougoslavie au Concours Eurovision de la chanson
Pozdrav svijetu
(1969) Tvoj dječak je tužan
(1971)
Pridi, dala ti bom cvet (« Viens, je te donnerai une fleur ») est une chanson de la chanteuse slovène Eva Sršen, sortie en 45 tours en 1970. 
C'est la chanson représentant la Yougoslavie au Concours Eurovision de la chanson 1970.

## À l'Eurovision

### Sélection
Le 14 février 1970, la chanson Pridi, dala ti bom cvet, interprétée par Eva Sršen, est sélectionnée en remportant la finale nationale yougoslave Pjesma Eurovizije 1970, pour représenter la Yougoslavie au Concours Eurovision de la chanson 1970 le 21 mars à Amsterdam.

### À Amsterdam
La chanson est intégralement interprétée en slovène, l'une des langues officielles de la Yougoslavie, comme l'impose la règle de 1966 à 1972. L'orchestre est dirigé par Mojmir Sepe.
Pridi, dala ti bom cvet est la quatrième chanson interprétée lors de la soirée du concours, suivant Occhi di ragazza de Gianni Morandi pour l'Italie et précédant Viens l'oublier de Jean Vallée pour la Belgique.
À l'issue du vote, elle obtient 4 points, se classant 11e sur 12 chansons,.

## Liste des titres
| A. | Pridi, dala ti bom cvet | Dušan Velkaverh, Mojmir Sepe |  |
| B. | Naivka                  | Eva Sršen                    |  |

## Historique de sortie
| Pays        | Date | Format   | Label   |
| ----------- | ---- | -------- | ------- |
| Yougoslavie | 1970 | 45 tours | Helidon |